# Juda ben Eli
Juda ben Eli (ou Ali) est un Sage karaïte (mouvement juif scripturaliste, adversaire du judaïsme rabbinique traditionnel) des IXe et Xe siècles (décédé à Jérusalem en 932)

Grammairien et poète liturgique, il a dirigé le centre d'études karaïte de Jérusalem jusqu'à son décès.

## Œuvre
Juda ben Eli est l'auteur d'un traité de grammaire intitulé Me'or 'Enayim, dans lequel il divise les noms hébreux en 35 classes. Pinsker en a déduit, à tort, qu'il était le « grammairien de Jérusalem » mentionné par Abraham ibn Ezra au début de son Moznayim (il s'agit en réalité d'Abu al-Faraj Harun), et l'identifie aussi à Yaḥya ibn Zakariyya le Tibérien, mentionné par Al-Mas'ûdî, et auprès duquel étudia Saadia ben Joseph (882-942), futur Saadia Gaon, champion du judaïsme rabbinique. 
Juda a été correctement identifié par Leopold Dukes et Abraham Geiger à 'Ali (ou Eli) ben Juda ha-Nazir mentionné par David Ḳimḥi dans son Miklol (ed. Fürth, p. 90b). Cette identité a été confirmée par le fait qu'Abraham ben Azriel cite dans son commentaire sur le Maḥzor, un certain Juda ha-Nazir ben 'Ali.
Juda ben Eli a aussi écrit deux piyyoutim (poèmes liturgiques), inclus dans le rituel de prières karaïte et une lamentation sur la ruine de Sion, qui contient un acrostiche de son nom.